# Айгешат (бывший Эчмиадзинский район)
Айгешат (арм. Այգեշատ) — село в Армавирской области Армении.

## География
Село расположено в северо-восточной части марза, на левом берегу реки Касах, на расстоянии 32 километров к северо-востоку от города Армавир, административного центра области. Абсолютная высота — 950 метров над уровнем моря.
Климат
Климат характеризуется как семиаридный (BSk в классификации климатов Кёппена). Среднегодовая температура воздуха составляет 11,6 °C. Средняя температура самого холодного месяца (января) составляет −3,2 °С, самого жаркого месяца (июля) — 24,7 °С. Расчётная многолетняя норма атмосферных осадков — 318 мм. Наибольшее количество осадков выпадает в мае (55 мм).

## Население
| Год переписи | Население          | Население          | Население          | Население            | Население            | Население            |
| Год переписи | Наличное население | Наличное население | Наличное население | Постоянное население | Постоянное население | Постоянное население |
| Год переписи | Всего              | Мужчины            | Женщины            | Всего                | Мужчины              | Женщины              |
| ------------ | ------------------ | ------------------ | ------------------ | -------------------- | -------------------- | -------------------- |
| 2001         | 1368               | 683                | 685                | 1480                 | 732                  | 748                  |
| 2011         | 1792               | 893                | 899                | 1798                 | 895                  | 903                  |

| Год  | Численность | Численность |
| ---- | ----------- | ----------- |
| 1831 | 141         | [ 8 ]       |
| 1897 | 431         | [ 8 ]       |
| 1926 | 547         | [ 8 ]       |
| 1939 | 718         | [ 8 ]       |
| 1959 | 859         | [ 8 ]       |
| 1970 | 1100        | [ 8 ]       |
| 1979 | 1178        | [ 8 ]       |
| 1989 | 1456        | [ 9 ]       |
| 2001 | 1480        | [ 8 ]       |
| 2011 | 1798        | [ 10 ]      |